# Kathryn Newton
Kathryn Newton (Orlando, Florida, 1997. február 8.) amerikai színésznő.
Olyan filmekben szerepelt, mint a Rossz tanár, a Parajelenségek 4. (mellyel Young Artist Award-ot nyert) és a Három óriásplakát Ebbing határában.

## Fiatalkora és pályafutása
Robin és David Newton egyetlen gyermeke.
Karrierje négy éves korában kezdődött: az All My Children című szappanoperában játszotta Colby Marian Chandler szerepét 2001-től 2004-ig.

## Magánélete
Gyerekkora óta golfozik, nyolc éves kora óta pedig versenyeken is részt vesz.
2015-ben érettségizett a Notre Dame High School tanulójaként (Sherman Oaks, Kalifornia). Az iskolai golfcsapat tagja volt.

## Filmográfia

### Film
| Év   | Magyar cím                         | Eredeti cím                               | Szerep            | Magyar hang   |
| ---- | ---------------------------------- | ----------------------------------------- | ----------------- | ------------- |
| 2011 | Rossz tanár                        | Bad Teacher                               | Chase Rubin-Rossi |               |
| 2012 | Parajelenségek 4.                  | Paranormal Activity 4                     | Alex Nelson       | Földes Eszter |
| 2015 |                                    | The Martial Arts Kid                      | Rina              |               |
| 2016 |                                    | Mono                                      | Katie             |               |
| 2017 | Lady Bird                          | Lady Bird                                 | Darlene Bell      |               |
| 2017 | Három óriásplakát Ebbing határában | Three Billboards Outside Ebbing, Missouri | Angela Hayes      | Csifó Dorina  |
| 2018 | Szűzőrség                          | Blockers                                  | Julie Decker      | Laudon Andrea |
| 2018 | Egy fiú hazatér                    | Ben Is Back                               | Ivy Burns         | Csifó Dorina  |
| 2019 | Pokémon – Pikachu, a detektív      | Pokémon Detective Pikachu                 | Lucy Stevens      | Laudon Andrea |
| 2020 | Freaky                             | Freaky                                    | Millie Kessler    | Csifó Dorina  |
| 2021 | Apró tökélyek térképe              | The Map of Tiny Perfect Things            | Margaret          |               |
| 2023 | A Hangya és a Darázs: Kvantumánia  | Ant-Man and the Wasp: Quantumania         | Cassie Lang       | Kádár Kinga   |
| 2024 | Lisa Frankenstein                  | Lisa Frankenstein                         | Lisa Swallows     | Gáspár Kata   |
| 2024 | Abigail                            | Abigail                                   | Sammy             | Csifó Dorina  |
| 2024 |                                    | Winner                                    | Brittany Winner   |               |

### Televízió
| Év        | Magyar cím                        | Eredeti cím             | Szerep          | Megjegyzések                                  |
| --------- | --------------------------------- | ----------------------- | --------------- | --------------------------------------------- |
| 2002–2003 |                                   | All My Children         | Colby Chandler  | 2 epizód                                      |
| 2008–2010 | Elvált Gary                       | Gary Unmarried          | Louise Brooks   | főszereplő                                    |
| 2013      | Mad Men – Reklámőrültek           | Mad Men                 | Mandy           | 1 epizód                                      |
| 2013–2014 | Az eb és a web                    | Dog With a Blog         | Emily           | 3 epizód                                      |
| 2014–2018 | Odaát                             | Supernatural            | Claire Novak]   | visszatérő szereplő (6 epizód)                |
| 2016      |                                   | A Housekeeper's Revenge | Laura Blackwell | tévéfilm                                      |
| 2016–2017 | Halt and Catch Fire – CTRL nélkül | Halt and Catch Fire     | Joanie Clark    | visszatérő szereplő (10 epizód)               |
| 2017–2019 | Hatalmas kis hazugságok           | Big Little Lies         | Abigail Carlson | - főszereplő - magyar hangja: - Kardos Eszter |
| 2017      | Kisasszonyok                      | Little Women            | Amy March       | minisorozat (3 epizód)                        |
| 2019      | A Társadalom                      | The Society             | Allie Pressman  | főszereplő                                    |